# K2-141 b
K2-141 b — экзопланета из звёздной системы звезды K2-141, открыта в 2017 году. Находится близко к своей материнской звезде и всегда обращена к ней одной стороной.

## Характеристики
K2-141 b превосходит планету Земля по объёму в 1,5 раза, по массе в 5 раз.

## Условия
То, что планета находится очень близко к своей звезде и постоянно обращена к ней одной стороной, является причиной экстремальных температурных условий и других её особенностей — температура на обращённой к звезде, дневной стороне постоянно составляет порядка 3000 °C, в то время как на другой, ночной стороне — -200 °C. Столь колоссальная разница температур порождает сверхзвуковые ветры, достигающие скорости около 5000 км/час. Половину планеты покрывает океан раскалённой лавы, над которым поднимается атмосфера из магмы, перешедшей в газообразное состояние. Другая половина — очень холодная. На краях океана лавы выпадают лавовые осадки. Магматический океан глубиной примерно 100 километров.
Значительная часть пород на поверхности под воздействием высоких температур испаряется. Образованный испарённой породой минеральный пар уносится сверхзвуковыми ветрами на холодную ночную сторону, и затем в виде дождя из камней попадает обратно в океан магмы.